# كتيبة الجرمق
كتيبة الجرمق أو الكتيبة الطلابية هي تشكيل تابع لحركة فتح، تأسست في العام 1973 في لبنان، وسميت لاحقا بقوات الجرمق.

## خلفية سياسية
بعد أحداث أيلول الأسود وانتقال المقاومة إلى لبنان ظهرت في حركة فتح حالة نقد ذاتي قامت بها في الغالب تيارات يسارية الطابع قومية التوجه، تبنت تيارات ماركسية مختلفة، وحملت هذه المجموعات وجهة نظر نقدية تجاه أداء القيادة الفلسطينية في الأردن وعرفت باسم يسار «فتح»، وضمّت ماجد أبو شرار وأبوصالح ومنير شفيق وناجي علوش وأبونضال البنا وأبوداود، فضلاّ عن أحمد عبد الرحمن وحنّا مقبل ونزيه أبو نضال والدكتور أبو عمر حنا وآخرين. لاحقا تبلور من هذه المجموعة تيار أضيق في إطار التنظيم الطلابي تبنى خطا سياسيا ثوريا متأثرا بفكر ماو تسي تونغ والتجارب الثورية الصينية والڤيتنامية والكوبية، بخلاف آخرين التزموا بالخط السوفييتي.
ضمت هذه المجموعة من التنظيم الطلابي مروان كيالي ونذير الأوبري وإدي زنانيري وعلي أبو طوق وعدداً آخر من الشبان، وتواصلت مع مجموعات من تنظيم القطاع الغربي وشؤون الأردن كانت تعمل مع أبو حسن قاسم وحمدي سلطان التميمي ومعين الطاهر ومحمود العالول وسعد جرادات، ومجموعات في القطاعات العسكرية، وكذلك مع ناجي علوش ومنير شفيق، وشكلت هذه المجموعات النواة الأساسية لتيار ثوري داخل حركة فتح يعتمد أساساً على التنظيم الطلابي وجزء مهم من تنظيم القطاع الغربي، وموجود إلى حد ما في صفوف قوات فتح العسكرية «العاصفة».
بعد صعود الثورة الإيرانية في نهاية السبعينيات، شهد وسط الكتيبة الطلابية انفتاحا فكريا وثقافيا على الإسلام السياسي الثوري(ص.82-86).
نجحت الكتيبة بكادرها المميز في بناء علاقة حسنة مع الجماهير اللبنانية في قرى ومدن الجنوب، وجمعت الكتيبة طلبة عرب بخاصة لبنانيين وفلسطينيين من كافة المشارب، واحتضنت مسيحيين وسنة وشيعة؛ كما نضم اليها بمتطوعين من سوريا وإيران، بنغلادش والمغرب والجزائر وكردستان والعراق واليمن. انتقل بعضهم من أحزاب يسارية ورفض التبعية للاتحاد السوفيتي وبعضهم نشأ في فتح ورفض المسلكيات والانحرافات في الثورة. المتغيّرات الحاصلة آنذاك في الساحة السياسيّة اللبنانية، فرضت على التنظيم انتقاله من كونه تنظيمًا طلابيًا محدود القدرات، إلى سريّة طلابيّة عسكرية.

## العمل العسكري
يمكن اعتبار الثاني من أيار/ مايو من العام 1973 تاريخ انطلاقة الكتيبة الطلابية، فبعد الأزمة التي شهدها لبنان بعد عملية اغتيال قادة المقاومة الفلسطينية في عملية فردان قرر الجيش اللبناني أن يدخل إلى منطقة الطريق الجديدة حيث تتواجد مكاتب للمقاومة، ولقرب المكان من جامعة بيروت العربية شارك الطلاب بما توفر من السلاح في الصدامات مع الجيش مع بعض مجموعات الفدائيين. في اليوم نفسه تم استنفار عناصر التنظيم الطلابي في الجامعات والثانويات، واختير أبو حسن قاسم قائداً للمحور، وحافظ هذا الجسم على الموقع لمدى شهرين إلى أن انتهت الاحداث، وأصبحت منطقة الجامعة العربية منذ سنة 1973 وحتى سنة 1982 بعهدة تنظيم فتح الطلابي وتنظيمات اليسار اللبنانيّ.
اختير عبد القادر جرادات (سعد)، وهو المسؤول العسكري لشعبة الجامعة العربية، قائدًا للكتيبة، بعد انتقال قائد المجموعة العسكري أبو حسن قاسم إلى الأردن.
قاتلت الكتيبة في معارك حرب لبنان ضد القوى الانعزالية والجيش السوري في معركة الطبية، حي البرجاوي، مرتفعات صنين وتلال العرقوب؛ وشاركوا في التصدي للاسرائيليين في جبال البطم وتلة مسعود وتلة شلعبون، صوفر، بحمدون، الليطاني، مارون الراس وبنت جبيل ضد الجيش الإسرائيلي وقوات سعد حداد.(ص.54-66)
من أعضاء الكتيبة الطلابية دلال المغربي التي شاركت في معارك بيروت قبل أن تنتقل إلى الجنوب وتقود في في 8 آذار / مارس 1978 ما عرف بعملية كمال عدوان على الساحل الفلسطيني.
واحد من أشهر معارك الكتيبة كانت في قلعة الشقيف الشقيف (1982)، حيث قاتل 34 فردًا واستشهدوا جميعا بعد ان قرروا عدم الاستسلام حسب آخر رسالة لاسلكية منهم، بعد حصار وقتال وقصف جوي دام يومين وكانوا بقيادة يعقوب سمور (راسم) واليمني عبد القادر الكحلاني.
.ينسب إلى أعضائها عملية الدبويا التي نتج عنها مقتل 6 جنود وجرح 20 إسرائيليًا في العام 1980.[بحاجة لمصدر]
في الاعوام 1982-1983 حافظت الكتبية على نشاط عسكري في لبنان بعد انسحاب قوات منظمة التحرير، فشاركت في عمليات المقاومة ضد الاحتلال الإسرائيلي، وكان من أبرز عملياتها تفجيران بالعبوات الناسفة في كل من عالية والسمقانيّة في جبل لبنان، حيث استهدفت الأولى شاحنةً مُحمّلةً بالجنود الصهاينة، بينما استهدفت الثانية موقعًا إداريًا للعدو، أسفرت عن مقتل 75 جنديًا وتدمير 81 آليّة عسكريّة. كما نجحت الكتيبة في أسر ثمانية جنود إسرائيليين عام 1983 بالتعاون مع الجبهة الشعبية-القيادة العامة، ما قاد لاحقا إلى مبادلتهم بالاف من الأسرى الفلسطينيين واللبنانيين العرب في معتقل أنصار وسجون الاحتلال.(ص.112)
شارك أفراد الكتيبة في معارك الدفاع عن المخيمات الفلسطينية في لبنان في الثمانينيات.
قدمت الكتيبة عدد كبير من الشهداء منهم علي أبو طوق، جورج عسل، طوني النمس، خالد بشارة، أحمد القرى، جمال القرى، الحج حسن عبد الإله دراغمة، حنا ميخائيل، عبد الحميد وشاحي، عبدالقادر جرادات (سعد) ، مروان كيالي، باسم سلطان التميمي، محمد حسن بحيص، نقولا عبود، جواد أبو الشعر، دلال المغربي وغيرهم.

## تحولات ما بعد عام 1982
بعد صعود الثورة الإيرانية في نهاية السبعينيات انتقل بعض قياديي الكتيبة عن الفكر الماوي إلى الإسلامي؛ ومع اشتعال الحرب العراقية - الإيرانية طال أفراد الكتيبة تباين بين مؤيد للعراق ومؤيد لإيران، وانفصل جزء مهم من أعضائها ليعودوا إلى اصولهم الفكرية أو الدينية المذهبية، أو هاجروا أو إلى مواقع عمل في بلاد مختلفة، في حين انتهى الوجود الفعلي للكتيبة في لبنان بعد الانسحاب الفلسطيني من طرابلس عام 1983.(ص.122-123)
اندمج جزء ممن ظلوا في حركة فتح مع نشاط ما عرف بالقطاع الغربي الذي نقل ثقل العمل العسكري إلى داخل الأرض المحتلة.(ص.120)
بعد خروج المقاومة الفلسطينية من لبنان توزع أبناء الكتيبة لاحقا على تيارات سياسية مختلفة، وتشير إلى هذا التباين بعض الأسماء المشهورة لأعضاء سابقين في الكتيبة: أنيس نقاش، عادل عبد المهدي، إدي زنانيري، معين الطاهر، يزيد صايغ، السيد هاني فحص، منير شفيق، الياس شوفاني، سعود المولى ونظير الأوبري، محجوب عمر، طراد حمادة، محمود العالول، شفيق الغبرا، ميشال نوفل، ساري حنفي، ريما خلف وغيرهم.